# メダロット (アニメ)
『メダロット』は、ゲームボーイ用ソフト『メダロット』シリーズを原作としたテレビアニメ作品。本項では1999年7月2日 - 2000年6月30日の金曜 18:00 - 18:30、テレビ東京系列にて放送された『メダロット』（第1期）と、2000年7月7日から2001年3月30日まで同テレビ東京系列にて放送された『メダロット魂』（メダロットだましい）についてそれぞれ記述する。

## 概要

### メダロット
イマジニアのゲームソフトに注目したASATSU（現：ADK・NAS）のアニメーション企画プロデューサーの杉山豊が、イマジニア、講談社、キングレコード、タカラ（現タカラトミー）というスポンサーを集め、プロダクションIGを製作現場にして立ち上げたTVアニメシリーズ。ゲームはおおまかな世界観とキャラのデザイン設定程度しか決められておらず、ロボット版ポケモン的な内容を杉山豊が基本構成にし、1話のプロットを作成した。企画の1999年7月2日から2000年6月30日までテレビ東京系列にて毎週金曜 18:00 - 18:30に放送。GBソフト『メダロット2』『3』『4』とのタイアップを図った作品でもある。当初は2000年4月に終了する予定だったが、やや高めの視聴率を安定して出した為、同年6月までの全52話が放送された。
ゲームでのメインキャラクターであるイッキとその友人たちはもちろん、脇役だったヒヨコ売り、漫画での登場キャラクターミスターうるち、りんたろうや校長先生なども登場してメディアミックスの要となった。物語やキャラクターのディテールは多少異なるが、世界観や基礎的な設定はゲーム、漫画のものを踏襲している。上述、および後述のとおり、最低限の設定以外の面で各シナリオの作風は自由度の高いものとなっている。
ストーリーは4月で一区切りが付いていたため、それ以降の3か月（通称「世界大会編」）ではGB版『1』の設定を踏襲したものだった。
舞台はギンジョウ（吟醸）町 やメダロポリスといった、ゲーム版に準拠した架空の街だが、大阪や名古屋、東京タワーといった実在の場所も登場する。
主に小学生を対象としたアニメでありながら、夜の繁華街、学生運動、子作り、スポ根アニメ、オタク、不良・暴走族、ツッパリなど、子どもには理解しがたい内容や、夜逃げ、愛する者の死、親友との別れ、内戦、日本の飽食といった重い内容や社会風刺なども扱われた。その他、「メダロットの場合『人』権と言うのか?」「骨がある奴と言われてもメダロットに骨はない」「メダロットにパスポートは必要なのか?」といったギャグも扱われた。果てにとあるシーンでは「尾崎ユカタ」「川崎ギンバエ」「四十一歳の地図」「回帰線」「男の勲章」「ベンジー」といった1980年代の楽曲を模したCDが描かれ、背景には「なめ猫」と思われる猫まで描かれていた。
声優には山崎みちる、篠原功、山崎樹範など、舞台やテレビドラマで俳優として活動している者が多くキャスティングされている。また、後に声優としての活動も行っていく清水宏の声優デビュー作ともなった。
2011年11月1日にはニコニコ動画の動画チャンネル「フルアニMAX」にて毎週火曜日の18:00に一話ずつ、一週間は無料、過ぎると有料で公式配信されたが、権利調整が終わらず11話まで配信されたところで（12年1月10日）更新休止となり、4月3日に更新が再開され、9月11日に全話配信完了。28日にフルアニMAXが閉鎖され、全公式動画が視聴不可能となった。休止の際にはほるまりんからメッセージが寄せられ、動画として紹介された。
長らくインターネット配信サイトでのラインナップに乗ることがなかったが、2019年のメダロットアニメ20周年を機に、同年7月2日に各サイトで「魂」とともに一斉にアニメの配信が行われた（同日、ニコニコ生放送では特番が行われた）。また同年、無印・魂ともに2010年以来のDVD版の発売が告知された。
2022年のメダロット25周年を記念して、Youtubeのメダロット公式チャンネルにて2022年12月から週ごとに1話ずつ配信も行われている。

### メダロット魂
『メダロット』の続編として、監督と製作会社を一新し放送。全39話。17話からデジタル環境での制作（彩色ならに撮影）に移行している（途中一部話数はアナログ環境）。
時間軸としては前作の後ではあるが、同じアニメ作品である前作から引き継いだ設定を僅かとし異なるパラレル路線になっている。弾薬・コンピュータ・電気回路などの設定も盛り込み、ゲームからも漫画からも離れた、「魂」独自のものとなった。登場するメダロットはアニメ時点での最新のメダロットが多く登場し、ゲームの「3」で実装されたメダチェンジの描写も描かれている。ゲームの3ではあまり描かれなかった追加武装形態のクラフティモードでの戦闘も描かれている。
交友と人格成長の要となるレクリエーションおよびスポーツ的なロボトルを否定し、戦闘中のパーツ交換などルール無用で、過剰攻撃かつ相手をメダルごと破壊しつくすという暴力も辞さない、徹底的な勝利と力のみを求める過激な戦闘を理念とするデスメダロット社と、それを率いる少年コクリュウとの戦い、デスメダロットに魅了されデスメダロッターとなる子供たち、そしてそれらにまつわる関係人物の葛藤などを描く。魂のシナリオは基本的にこれらの流れを主要とする。
ゲーム版『1』のヒロインであったナエが研究職から転向して、メダロットの修理を担うジャンク屋という形で登場しており、本作でのメダロットの事をよく知る大人としての立場でイッキたちを支援する。
魂で幾度と登場するオリジナルキャラを多く盛り込んでいるほか、前作から同じクラスメイトのメンバーは引き続いて登場しているが、ヒカル・コウジ・カリン・ミスターうるち・サケカースらは本編には登場しない。特にルールから外れたデスメダロットとの戦いが主軸となるため、レフェリー関連やセレクト隊関連に関しては省いており、大人の登場人物も少なめとなっている（また、ロボトルに関しては基本的に子供の人物のみとし、大人の人物がロボトルに参加することはあまりない）。前作の登場人物及びアニメ未登場のキララは、エンディング映像にてプリクラの中に写っているという形で登場している。
2014年8月後半にはゲームの「8」発売前にニコニコ生放送で3回に分けての一挙放送が実施された。

## あらすじ
メダロット
お友達ロボット・メダロットが大流行している時代。小学生の天領イッキは、今時メダロットを持っていない珍しいヤツとして見られていた。しかし、川べりで見つけたカブトメダルを拾い、念願のKBT型メダロット・メタビーを手に入れるが、メタビーはマスターの言うことを聞かないという非常に珍しいメダルだった。
破天荒なメタビーに振り回されつつ、イッキは幼なじみのアリカ、良きライバルのコウジ、お嬢様のカリンといった仲間たちとの友情を深めていく。
同時に、レアメダルを探すロボロボ団や怪盗レトルトの暗躍に巻き込まれたり、相方となるマスターが不在のロクショウとの出会いなど、破天荒な日常を繰り広げて行く。
メダロット魂
コクリュウを社長とする新進企業が生み出した、新しいメダロット「デスメダロット」。メダロット社に対する反発ともいえるデスメダロットは、ただロボトルに勝利することのみを目的とした攻撃的な存在であった。また、デスメダロットには通常のメダロットにあった人間じみた感情が全くなく、イッキとメタビーのような絆など持ち合わせていない。しかし、子供たちはやがてデスメダロットの戦闘力に魅せられていく。
そんな状況でも今までどおりのロボトルを続けるイッキとメタビーだったが、デスメダロットにはメタビーの切り札ともいえるメダフォースが全く効かないという特殊な装甲を装備するなど、兵器同然の恐るべき能力が隠されまるで歯が立たない。
だが、メカニックのナエの協力と彼女がもたらした新型ボディーにより、イッキたちはロボトルを正々堂々と戦うことを決意する。そして謎のメダロッターの登場や、デスメダロットに魅了されたびたびイッキたちとロボトルを繰り広げていたギンカイの改心もあり、デスメダロッターを徐々に追い詰めていく。

## 登場キャラクター

### ゲーム版、漫画版からのキャラクター

#### 2作両方に登場
天領イッキ（てんりょう イッキ）
声 - 山崎みちる
本作の主人公。チョンマゲに似た髪型が特徴の少年で小学3年生。お調子者な熱血漢であり、ロボトルとたこ焼きをこよなく愛する（本人曰く、たこ焼きは「地球」）。学校の成績は最悪だが（ただし、『魂』にて一度カンニングを画策したもののギンカイの改心に心打たれ、その後、真面目にテストを受けた際には80点を取っているため基礎学習能力はそれなりにある）、ロボトルになるとメダロットの特性を活かして、優れた作戦を思いつく。
メダロット好きだが、「自分のお小遣いで買うように」と両親に命じられた為、メダロットを手に入れられずにいたが、レトルトが落としたカブトメダルを拾い、レトルトの正体であるヒカルが勧めた旧式のメダロット・メタビーを購入。以降、メタビーとの凸凹コンビで様々なロボトルに挑んでいく。その甲斐あって、1年足らずで全国ロボトルランキング3位になる。
結構なアイドル好きという一面もあり、写真集は見る用・保存用・使う用と大人買いをしていた。

メタビー
声 - 竹内順子
KBT型「メタルビートル」のパーツを装備した、イッキの愛機。数々の修羅場をイッキと一緒に乗り越えてきた。我の強い性格で喧嘩も絶えないが、徐々に絆を深めていく。
メダルはイッキが河原に落ちているのを見つけたもので（その前日、逃げていた謎の男からメダルを奪ったロボロボ団からさらに奪った快盗レトルトが誤って落としてしまったものである）、メダフォースを発動することのできる数少ないレアメダルだった。
『メダロット』最終回では巨大メダロット「ジャイアントメタビー」に乗り込みジャイアントプリミティーベビーとの死闘を繰り広げた。
『魂』ではKBT型「サイカチス」のパーツを装備し、変形能力（レクリスモード / クラフティモード）を得た。
甘酒アリカ（あまさか アリカ）
声 - 仙台エリ
イッキの幼なじみの強気な少女。ジャーナリストになるのが夢で学校では新聞部（部員は彼女一人だけ）。イッキの良き理解者であると同時に彼をひきずりまわす悪友的な面を持つ。ピアノを習っている。
『魂』でも継続して登場し、こちらでも彼女主役のエピソードがある。また、前作と比べるとイッキに好意的な描写が目立つ。
ブラス
声 - 鈴木真仁
アリカの愛機。常にアリカと一緒に行動している。アリカが現場で報道する時はカメラマン役をやったりもする。正式名称は「セーラーマルチ」。なお、アニメ化に伴いセーラーマルチはデザインが大幅に変更されているため、ゲーム版よりも可憐なイメージとなっている。
『魂』では語尾に「かも」とつけて話す。
キクヒメ
声 - 鈴木真仁
悪ガキグループ・スクリューズのリーダー。愛機はペッパーキャット。イワノイ・カガミヤマたちからは「おやびん」と呼ばれている。ランキングは87位で100位以内をキープする凄腕メダロッター。ランキング上昇のためイワノイを無理矢理連戦させてボコボコにしたことも（ランキング不正防止の為、同じ相手と戦ってもポイントは入らずに無効となった）。よく小悪党的な行動も取るが、根っこのところでは義理人情に厚い姉御肌。勝気ですぐに手が出る乱暴者だが美形には弱い。実はちょっといい所のお嬢様で、バレエを習っていたり、母親（声のみ登場）のことを「ママ」と呼んでいたりする。イッキや他のメンバー共々勉強の成績は悪い。主人公のライバルポジションの一人だが、彼女主役のエピソードも存在する。
『魂』にも引き続き登場。劇中ではイッキとメタビーに何かある度に、それを口実にコクリュウに付け入り、その代わりとしてデスメダロットのパーツで愛機であるペッパーキャットを強化しようとする。また、ギンカイに気のあるそぶりを見せていた。
ペッパーキャット
声 - 石橋美佳
キクヒメの愛機。キクヒメを「おやびん」と呼んでいる。すばやい動きと電撃で多くの勝利をあげてきた。キクヒメが幼少の頃からの付き合いで絆は深い。が、一方で男用のパーツを無理矢理装着させられたり、体中にサインを書き込まれるなどの目にもあっている。
『魂』では語尾に「ニャ」と付けている。デスメダロットのパーツで強化されそうだったが、パーツの互換性から何度か失敗している。終盤ではアークビートルダッシュに特訓してもらい、量産型のユニトリスとエクサイズを相手に2対1の不利な戦いにもかかわらず、善戦して勝利を収めた。
イワノイ
声 - 山崎樹範
スクリューズの一員。口は達者だが後述のメダル相性問題や本人の指示と判断力も稚拙であるためロボトルは非常に弱く、一時期ランキング最下位だったことも（メダロッターの競技人口は300万人）。リーダーのキクヒメに2度スクリューズを追放されるが、どちらも本人の誠意が認められて結局スクリューズに戻った。キクヒメのとばっちりを受けたり、たまたまアークビートルと鉢合わせた時に落雷に遭うなど何かと運が悪い。
世界大会の時もあまり自信が無かったようで、スタジアムに爆破予告をして大会を中止させようとしていた（結局失敗に終わっている）。試合中も当初は多少足を引っ張ることもあったが、最終的には自分の役目を見つけ、ブルースドッグに命がけでスミロドナッドを守らせた。ブルースドッグはあたまパーツを損傷し戦闘不能になったものの、敵機であるテケテケマミーラ2体を道連れにしている。
愛機は番組前半ではシアンドッグ。後にブルースドッグのパーツに換装する。この機体はメダルとパーツの愛称が最悪であり（後述）、イッキから格闘型のパーツに換装するよう促されたが「オイラもシアンドッグもずっとこのスタイルで闘ってきたのだから、今更変えたくない」と頑なに拒否し、最後まで射撃系パーツで戦い続けた。また、メダロットに専用の部屋（犬小屋）を作ったり、新品のパーツを買いそろえたり、毎日綿密な整備をしていることも明かしており、メダロットへの愛情深さはちゃんと持っているようである。結果的に熟練度向上により射撃の腕も安定し、魂では十分な実力を持つメダロッターになっており、キクヒメからも成長を認められている。なお、彼もキクヒメ同様に『無印』『魂』の双方で主役級のエピソードが与えられている。
シアンドッグ→ブルースドッグ
声 - 立石弘一（無印） / 三浦淳一（魂）
イワノイの愛機。シアンドッグから、後継機のブルースドッグへと換装した。射撃攻撃を得意とするこのボディに、イワノイは格闘が得意なサルメダルを装備していた（犬猿の仲、というわけである）。パーツの相性を考慮し、1度だけ格闘パーツ「デコイクラブ」を装備し、格闘戦を挑んだが結果は振るわなかった。
ロボトルで勝てないのは自分に原因があるとしてイワノイの元を去り、「ベンジー」と名乗って不良メダロッター、ロッカーズの弟子になったことがある。世界大会でもメタビーから「足引っ張んなよ」と苦言を漏らされたが、最後はスミロドナッドの危機を救うため決死の特攻をかけ、テケテケマミーラ2体を道連れにするという獅子奮迅の活躍を見せ、『魂』では頭部への一点集中攻撃でユニトリスを機能停止にするなど土壇場で高い能力を見せる。最終的にはメダルの熟練度も向上し、キクヒメからも強くなったと評価されている。
カガミヤマ
声 - 井関佳子
スクリューズの一員。一人称は「おれ」。スクリューズの3人の中では一番口数が少なく、目立たない存在だが、キクヒメから離れた時はいつも一緒にいたイワノイにも意外な能力を発揮し、存在感を示した。番組後半では出番が増え、世界大会編では2回出場している。1回目のメキシコ代表戦時では家庭の事情で欠場したキクヒメの代役を買って出場、大成功を収めた。だが実は、キクヒメのスケジュール管理をしたにも関わらず試合日が一緒なのに気づかなかったという、どこか抜けている面を見せた。2回目ではスウェーデン代表戦に出場したものの、対戦相手のチャーミング娘にメロメロになってしまっており、この時はキクヒメから本気で失望され、クビを宣告された。
『魂』にも登場し、主役級のエピソードが用意された。
キースタートル
声 - 不明（無印） / 堀田勝（魂）
カガミヤマの愛機。両腕のレーザーが武器。世界大会編では動きの遅さからチームの足を引っ張り気味だったが、最後は敵の懐に飛び込んで「ギガントレーザー」で敵3体をまとめて倒すという活躍を見せた。
『魂』ではイワノイにまさかの3連敗を喫したことに責任を感じ、マスターであるカガミヤマの元を離れようとしたという主役級のエピソードがある。
天領 ジョウゾウ（てんりょう ジョウゾウ）
声 - 冨田昌則
イッキの父。メタビーからは「父上」と呼ばれる。一見冴えないサラリーマンという風貌だが、その正体はセレクト隊の隊長を務めるほどの人物であり、我が子イッキの意志をよく尊重するよき父、妻チドリを愛するよき夫である。世界大会編終盤にヘベレケ博士がスタジアムを要塞化して乗っ取った際には戦闘機に乗って出撃した（この際、スタジアム要塞を見て、弱気になり撤退を提案する部下を叱咤激励する隊長らしい姿を見せた）が、対空ビーム砲に撃墜され、死亡したかに見えたが顔に絆創膏を張った姿で最終回に登場した。『魂』で登場した際にはセレクト隊が登場しないこともあって、普通のサラリーマンになっていると思われる描写で登場したことがある。
ゲーム版とは全く性格が変更されていない。
天領 チドリ（てんりょう チドリ）
声 - 鈴木真仁
イッキの母。メタビーからは「母上」と呼ばれる。ほんわかとした色白の美人で、そのマイペースとお人よしぶりは恐ろしく、見知らぬおじさんを家に寝泊りさせたり、自身を誘拐したロボロボ団全員を虜にしてしまったことも。それでも、第一に夫ジョウゾウと息子イッキ、そして「メタビーちゃん」を想い愛する、良き母にして良き妻である。
ゲーム版とは性格の違いがかなり激しいキャラクターとなっており、『3』では外見こそアニメ準拠になったが、内面は『2』の厳しい母親像を継続。『4』では外見も内面もアニメに合した天然気質なキャラクターとなる。
メダロット博士
声 - 大谷亮介
メダロット界の権威。本名は秋葉原（あきはばら）（最終回で判明）。メダルの培養理論を確立した節原教授の弟子で、メダロット社を設立してメダロットの実用化と普及を成し遂げた人物である。メダロッターとしても一流で、初登場時、スペックで大幅に劣るイワノイのシアンドッグを使ってイッキ・メタビー組に完勝した。レアメダルの秘密を知っており、レトルトを使ってメダルの保護と研究をしていた。
『メダロット』最終回のプリミティベビー戦では、極秘に建造していた巨大メダロット「ジャイアントメタビー」をメタビーとイッキに託した。また、このジャイアントメタビーにはロケットパンチが付いているが、本来KBT型メダロットの武器ではない物が付いていると子供たちが突っ込むと、「ロケットパンチは巨大ロボットの魂だ!」と力説する子供っぽさを持つ。
『魂』ではイッキたちをもてなすなど、人当たりの良い一面を見せた。なお、ファーストメダルに関しても全貌を知っており、一般販売する際にメダフォースを危険な機能と判断して使用できなくした経緯を語っているが、マイヅル博士がファーストメダルの量産を主張し、こじれた結果、彼がデスメダロット社へ走るきっかけを作ってしまった。
カリンの親戚である。
なみしまりんたろう
声 - 樋口智恵子
メタビーと同系統のKBTタイプ2020（同タイプの最新型）カンタロスが愛機。イッキたちより1学年上。「だぜ」が口癖の熱血漢で、イッキたちと比べて恐ろしく子供っぽい。またその熱血っぷりが進みすぎて暴走に変わることもしばしばで、そのことでイッキとメタビーにとんでもない濡れ衣を被せたこともある（キクヒメのペッパーキャットをはじめとするメダロット達がカンタロスの無差別攻撃を受け、メタビーとカンタロスが同系統だったためにイッキとメタビーがその被害者達に犯人と誤解され、追い回される羽目になった）。そのため、当初は無実の罪を着せられたイッキとメタビーから白い目を向けられていた。
実力はかなりのもので、日本ランキング二位のコウジとスミロドナッドを圧倒するほど。
伝説の天才メダロッター「あがたヒカル」をとても尊敬しているが、コンビニの「ヒカル兄ちゃん」がその当人だとは全く気づかなかった（そのため知らずに本人の前でヒカルを罵倒してしまったこともある）。しかし、宇宙メダロッターXの正体が「あがたヒカル」だということは一発で見抜いた。メタビーがメダフォースを発動させたのを目撃した際、イッキに強く弟子入りを申し込んだことも。番組後半ではカリンに飼い慣らされていた。
『魂』では特撮番組の主人公として数シーンだけ登場しており、22話ではテレビに出られることをイッキが羨ましがっていた。デザインに関しては元々の漫画のデザインに近付けている。
元々は外伝漫画「メダロッターりんたろう」の主人公。

#### 『メダロット』のみ登場
辛口コウジ（からくち コウジ）
声 - 横幕玲王奈
イッキのライバル。愛機のスミロドナッドとのコンビネーションはイッキにひけをとらない強さ。
エリート意識が強く、一人称は「僕」。キザな性格でイッキを「イッキ君」と呼ぶ。いわゆる、「金持ちなライバルキャラ」という性格。幼い頃、カマキリの卵の孵化を見て以来、虫が大の苦手。メタビーがメダフォースを発動させて以来メタビーとの間に壁を感じており、スミロドナッドとの特訓によるシャドウソード会得やメダフォース発動など、その度に努力でそれを乗り越える熱血漢な部分も持つ（ただし海岸で刀を振るうなど的外れな修行もしている）。全国ロボトルランキング2位。
スミロドナッド
声 - 鶴岡聡
コウジの愛機。マスターのコウジ同様、冷静でクールな性格。しかし、カマキリ型メダロットを見て暴走したコウジに命令され、なだめるどころか一緒になって暴れるなどどこか抜けた面もある。レアメダルではなく、メダフォースが使えなかったため、代わりとして「奥義・シャドウソード」を身につける。しかし大会の最中、メダフォースを発動した。その時点ではメダロット博士の「先祖がえり」という言葉以外説明はされなかったが、最終回においてレアメダルがクローンメダル（通常のメダル）の潜在能力を引き出した結果であることが明らかになった。
純米カリン（じゅんまい カリン）
声 - 坂本真綾
コウジの幼なじみでお嬢様。普段は優雅で心優しく、ふんわりとした性格だが怒らせると怖い（ゲーム版も同様）。さらにいつの間にかりんたろうを呼び笛で駆けつけてくるように「飼い馴らす」など、腹黒い一面も。また、感覚が普通の人より少しズレているらしく、財力を生かした突飛な行動（本人は人助けのつもり）をすることが多々ある。前述の基本的性格に加え容姿も良いため、彼女に想いを寄せる男の子が沢山おり、イッキとコウジも想いを寄せている。学力はまずまずだが、極度の運動音痴であり、金槌であるうえ水恐怖症である。
メダロット博士の親戚で、博士を「おじさま」と呼ぶ。
セントナース
声 - 並木のり子
カリンの愛機。愛称は「ナースちゃん」。これは後にイッキたちにも浸透する。研究所に保管されていたロボロボ団製の試作型「ビーストマスター」のパーツ一式を装備したことがある。
あがたヒカル / 怪盗レトルト / 宇宙メダロッターX
声 - 内藤玲
普段はコンビニでバイトをしている高校生。しかし、貴重なメダルの情報を聞きつければ「怪盗レトルト」となり、メダルを盗み出す。実はメダロット博士と旧知の仲（一番弟子らしい）で、奇抜な行動もそれに関係するものであった。左利きである。
8年前の世界大会、かつての愛機メタビーは暴走し「魔の十日間」事件を引き起こしてしまい、ヒカル自身の手でそのメダルを破壊した。現在の愛機アークビートルのメダルは、破壊したメタビーのそれを復元したものだが、以前の記憶は失われている。
ロボトルランキングでは宇宙メダロッターXという名前で全国1位で世界大会にも登録されたが、ほとんどの試合はカリン・スクリューズ・カラスミなどに変装させて出場させていた。
36話で「宇宙メダロッターX」の正体は、「怪盗レトルト」と判明（元からバレていたが）。仮面に仮面を被せて変装をしていた様子。
ロクショウ
声 - 篠原功
メタビーと対を成すKWG型「ヘッドシザース」のパーツを装着している。メダロッターがいない野良メダロットだが、かつてはメダルの培養理論を確立した科学者、節原源五郎教授のもとにいた。レアメダルであり、メダフォース発動が可能（作中で最初にメダフォースを発動させたメダロットである）。その力がロボロボ団に目をつけられる。ロボロボ団の策略で節原教授を襲ったのがメダロット博士だと思い込み、博士に味方するメタビーと戦った。メタビーとの死闘の後にビーストマスターに倒され、いったんロボロボ団に捕らえられたが、レトルトの手を借り脱出。その途中で再びビーストマスターに遭遇するが、メタビーの助太刀により危機を脱し、同時にメタビーと和解する。そしてメタビーのメダフォースの輝きを目の当たりにした彼は、復讐に生きることを捨て教授を捜す旅に出る。
一人称は「俺」だが、一部の目上の人と話す時や物語終盤での一人称は「私」。
バートン
声 - 真島啓
節原教授によって作られたオウム型のロボット。ロクショウの相棒。高性能の人工知能を搭載しており、人間とも高度な会話ができるが、動力源はただの乾電池。節原教授邸の火災後、教授と同じく失踪していたが、ロボロボ団に追われているところを偶然ロクショウと再会を果たした。しかしヘベレケの策略によって記憶を操作されており、節原教授邸放火の犯人がメダロット博士であるとの誤解をロクショウに与えてしまった。
ミスターうるち
声 - 清水宏
世界メダロット協会日本支部所属の公式審判。地上・地中・海上・海中・空中問わず、ロボトルがあればどこでも必ず駆けつける。
出前の岡持ちや噴水・工事現場の土管の中から登場したり、ドリルを頭に付け岩盤を突き破る・空中から上着をパラシュートにして降下・風船を使い巨大化・凧をくくりつけたり飛行機に掴まり飛行・廃墟の上から大ジャンプして着地するなど登場シーンはかなり派手で、人並み外れた身体能力を持っている。また、子供たちが一斉にロボトルを始めたと見るや大量の人形（木製）を同時に動かして全てのロボトルを判定しようとしたり、負傷していても救急車から降り、点滴を受けながら審判に務めるなど審判としての熱意はかなりのもの（ただし、流石にセキュリティの厳しい警戒体制状態のメダロット社には駆けつけることができず、入口で警備員に止められていた）。どういうわけかスーパーマンやバレリーナ・鯱・火消し・蓑虫などのコスプレをして登場することもある。
「合意と見てよろしいですね？」「ロボトルぅー、ファイトぉー！」が名文句。基本的にロボトルは厳正、公正をモットーとして臨んでいるが、試合中にタコヤキをがっついたり、多少の矛盾も「世界メダロット協会の決定ですので!」と強引に押し切るいい加減な面もある。また、「真剣ロボトルではないから」などの理由で審判を断られると落ち込んでしまう他、ゴッドエンペラーとの戦いでは「もはやロボトルとは言えない」と業務を放棄したこともある。
ヒヨコ売り
声 - 冨田昌則
イッキたちの行く先々に現れてはさまざまな助言を与える人物。河川敷や郊外の公園の他、時として人里離れた山奥にですら出没する。的外れな助言や主張が多いが、なぜかその時その時の符号に合ってしまい、イッキたちを勇気付ける。番組後半では、頭に乗っていたヒヨコもしっかり成長してニワトリになっている。また、ヒヨコではなくウサギを売っていたこともある。最終回ではミスターうるちに的確な助言を与えて、最終決戦を真剣ロボトルへと仕立て上げた。
ヒヨコはあまり売れていないようで、「たまには買ってほしい」と愚痴を漏らしたことも。
校長
声 - 竹本英史
イッキ・アリカ・スクリューズの通うギンジョウ（吟醸）小学校の校長。大のロボトルファンで、メダロットを子どもたちの教育上有用であると考えている。世界大会決勝戦においては、全校児童を引き連れてイッキたち日本代表チームの応援に駆けつけた。このときは和服姿だった。
ナンテツ
声 - 内藤玲
校長の愛機であるサムライ型メダロット。いつも校長室で校長と一緒にいる。旧式パーツを装備しており、性格や言動、物の捉え方まで年寄りっぽくなっており、メタビーのことを「若者」と呼んだ。パーツこそ古いが、能力は全く衰えていない古豪である。
カンタロス
声 - 竹本英史（第31話）→近藤孝行（第38話以降）
りんたろうの愛機。メタビーに酷似しており、パーツはメタルビートルのそれの改良型。当初は喋らなかったらしく、言葉を聞いた時は持ち主のりんたろうも驚いていた。
タワラーマ
声 - 中川玲
世界大会にエジプト代表として出場。かつて魔の十日間を引き起こした（と思われる）ヒカルに不信感を抱いている。メタビーの能力をコピーするなど、愛機エンプレスパトラ（魔の十日間の回想ではキングファラオを使用）の変幻自在の攻撃でイッキたちを苦しめた。
「日本代表チームの弱点は辛口コウジ」という持論を持っていた。理由は「メダフォースを使うメタビーと毎回使用メダロットを変えて挑んでくる宇宙メダロッターXは未知数、動きさえ見切ってしまえば一番攻略しやすいのはあなた（コウジ）」とのこと。しかしコウジ本人は弱点を宇宙メダロッターX（試合当日の代役が腕の立たないイワノイであったため）だと勝手に思い込み、タワラーマから指摘されるまで気づかなかった。
なお、彼女のエンプレスパトラはレアメダルであり、メダフォースも使用する。
ジョー・スイハン
声 - 芝原雅博、鈴木真仁（幼少期）
世界大会に出場するアメリカ代表選手。タワラーマの部屋にノックもせず入り「準決勝で君を待っている」とキザな台詞を吐いたり、日本代表のイッキを「君らに決勝は無理だね」と挑発するなどプレイボーイ的なキャラクター。チェコ代表を一蹴するほどの実力者で、愛機のティーピーも自らが設計したもの。しかし勝利すると相手のメダルを奪えるという大会のルールに疑問を抱いており、準々決勝においても勝利後に対戦相手のチェコ代表にメダルを返すなど、根は真面目で善良。そして、宇宙メダロッターXの正体がヒカルだと最初に気づいた人物である。
必殺技としてデストロイミラージュを編み出したが、その内容は「メダロットが起動したままでも転送（メダロットをあらゆる場所に送ること。本来メダロッチにメダルが入っていない限り使えない機能）を行う」というメダロットの改造に近い技であった（メダロット博士曰く「まだ規制の対象になっていないので反則ではない」とのこと）。
シャモジール
声 - 藤井欣
スペイン代表チームのリーダー。スウェーデン代表チームと戦うが、わずか45秒で敗れる。敗北後にシェリーに捨て身の告白（というよりプロポーズ）をかけるが冷たくあしらわれてしまう。前大会でも決勝戦でヴィクトルと戦っており、敗れたが実は世界二位の実績を持ち、前大会ではヴィクトルのウォーバニットと死闘を繰り広げた優秀なメダロッターで優勝候補の一角と見做されていた。愛機はレッドマタドールであり、世界大会編のメンバーも同一。本人もメダロットも外見は闘牛士そのもの。
節原源五郎（ふしはら げんごろう）教授
声 - 宮澤正
メダル理論の提唱者で、メダロット博士やヘベレケの師匠。ロクショウの開発者であり主人でもあった。
この世界では、メダロットの生みの親といえばメダロット博士の名が知られているが、そもそもメダロット博士がメダロットの開発に成功できたのも、節原教授の研究あってこそである。
ヘベレケがメダル理論を世界征服のために悪用しようとしていることを知ると、彼を破門した経緯を持つ。また、時期は不明だがメダル理論研究の放棄と一切の関連資料の廃棄処分をしようとしたこともあった模様（回想でも火の中に研究資料を破棄しようとする教授をヘベレケが必死に止めるシーンがある）。結果的にそれらの理由からヘベレケの恨みを買い、自宅に放火される。
ロクショウの捜索の甲斐もなくその後の消息は不明なままだったが、最終回で宇宙人によって助けられていたことが判明。ヘベレケにメダロット文明が滅びた理由を説明し、彼を誘って宇宙へと旅立っていった。

##### ロボロボ団
サケカース
声 - 岩崎征実
ロボロボ団を率いるリーダー。本名は「カスカベ サケノスケ」。27歳。サラミが真のロボロボ団・団員256号と発覚してから、彼のロボロボ団はヘベレケの傘下に吸収され、ヒラ団員に降格。後にシンセイバーを与えられ、ロボロボ団メダロット四天王となる（以降、本人はリーダー気取りで何かと仕切っている）。ことあるごとにイッキと鉢合わせする・発想はどこかずれている・思い込みが激しいなどの要因のために悪にも恋にも何かと良い結果が残せない。やたらとヘマをし、ヘベレケの評価は低い。
彼が指令塔だった頃のロボロボ団は前述された要因による悪事の度重なる失敗によって話数を重ねる毎にアジトが貧相になり、構成員の人件費どころか自身含めた幹部の食費も賄えない程に困窮していたが、なんだかんだ皆付いてきたり、敬称呼びはヒラ団員時代も続いていたなど決してお飾りのリーダーではなく、それなりの人望と指導力は持ち合わせている。また、第12話に登場したア・ブラーゲが敬称呼びされているなどメダロッターだけでなく彼のメダロットらにも幹部待遇を与えられる者がいた。
メダロット社に「ナラヅケ」と名乗りスパイとして潜入したこともあり、その時に出会ったカラスミとは両思いの関係だった。自身の早合点によりはなれ離れになってしまうが、最終回にて結ばれた。
スルメ
声 - 並木のり子
ロボロボ団幹部であり、紅一点。本名は「タカス ルミ」。ずれているサケカースとは良いコンビで、彼を崇拝していた模様。サラミが真のロボロボ団と発覚してからは、他のメンバー同様ヒラに降格していた。ヘベレケからシーガルとスプライトゥスを与えられてから、ロボロボ団メダロット四天王となる。ブランド好き。長らくロボロボ団生活を続けていたために、言葉遣いが古いなど、世間の流行からとり残されていた。
サラミ
声 - 進藤一宏
ロボロボ団幹部。本名は「サラ ミツオ」。幼稚園児だがとても頭が切れ、サケカース流の悪の王道にいつも首をかしげており、サケカースの情けない思想に対し苦言を漏らすこともしばしば。
その正体はヘベレケ率いる真のロボロボ団の団員256号。一時期はサケカースたちを纏める立場にいたが、ヘベレケにメダロットを与えられてから、サケカースたちと同列のロボロボ団メダロット四天王に数えられた（そのことに関して劇中では不満を漏らしている様子はないが、依然として自分の方が立場が上だとこっそり考えている節もある）。ゴクード・ハッカード・サーゴードの3機のメダロットを操り、一度はメタビーを倒したものの、宇宙メダロッターXの前に敗北。
サケカースとは違い、ヘベレケからは高く評価されていた模様。
シオカラ
声 - 金子はりい
ロボロボ団幹部。本名は「シオカ ライゾウ」。サラミが真のロボロボ団と発覚してから、こちらもヒラ落ちしていた。見た目に似合わずピュアでナイーブな面もあり、かつてイッキが通う学校の先生に告白したことがあるがロボロボ団という理由で断られてしまう。ヘベレケ率いるロボロボ団の傘下に加入後は自分は悪の王道、ロボロボ団に向いていないと考え、ある時期、転職を考えていた。ゴーベンケーを与えられ、ロボロボ団メダロット四天王となる。実は禿げている。
首領 / ヘベレケ博士
声 - 田村連
真のロボロボ団首領。メダロットによる理想世界の創造と世界征服を企むマッドサイエンティスト。もともとはメダロット博士と同じく節原教授の弟子だったが、メダロットを悪事に利用しようとしたために破門される。そのことに腹を立て、節原教授の殺害を狙って教授宅に放火した上、その罪をメダロット博士になすりつけようとした。超古代文明を築き上げたメダロ人（メダロットの魂＝メダルの祖先）の末裔を自称しており、彼の唱える「ロボロボ団による世界征服」も真の野望（メダロットによる理想世界の創造と世界征服）を達成するための建前に過ぎなかった。頭脳はメダロット博士と対等以上で、全てのメダロットパーツの性能を兼ね備えた、自身の影武者メダロットや強力かつ凶暴なビーストマスターやゴッドエンペラー・プリミティベビーを作成、世界メダロット協会を影で操るなど、最後までイッキたちの脅威であり続けた。野望はイッキたちの活躍によって阻止されたが、節原教授の導きで宇宙へと旅立っていった。
ビーストマスター
ロボロボ団がメタビーとロクショウを襲わせるために繰り出したメダロットで一般流通している機体ではなく、パワーが強すぎて生産を見送ったプロトタイプ（一般流通機体自体は登場しないが、イッキの初戦の相手のブラックメイルが片手をビーストマスターの右腕「デスボム」に換装、エンプレスパトラも両腕を「デスボム」「デスビーム」に変化させて使用するシーンがある）とメダロット博士は言及している。ロクショウを倒し、メタビーも圧倒するが、メダフォースに目覚めたメタビーの前に敗れた。装甲がかなり頑強でロクショウのチャンバラソードが折れ、ピコペコハンマーをも砕く。また脚部パーツは格闘戦用に作られ、近づけば脚が、距離を取れば両腕の武器がターゲットを狙うというまさに最悪の戦闘マシーンである。
世界大会編ではメダロット博士が改造・所持していたが、カリンに奪われ、セントナースのメダルを搭載される。スランプになっていたコウジを立ち直らせるため変装して襲い掛かったが、ほとんど効き目はなかった。
ゴッドエンペラー
ビーストマスターをさらに発展させたメダロットで、動くもの全てを敵とみなして破壊の限りを尽くす完全な殺人マシーン。宇宙メダロッターXの捨て身の攻撃の前に倒されたが、ロボロボ団はさらにそれを大型化したジャイアントエンペラーを繰り出した。メダフォースをもってしても歯が立たなかったが、イッキとメタビーにメダルを外され、機能停止する。ビーストマスターの後継機で、ヘベレケ博士いわく「技もパワーもビーストマスターを遥かに凌ぐ」。
プリミティベビー
声 - 三ツ矢雄二
ヘベレケ博士の切り札である、超巨大メダロット。メダフォースの制御能力を有している。

#### 『メダロット魂』のみ登場
秋葉原ナエ（あきはばら ナエ）
声 - 水野理紗
メダロット博士の孫。大学在学中にメダロット社開発部（この世界では子どもたちが勤めたい就職先ナンバー1）を1年ほど勤め依願退職後、いい就職話を断って工場住込みでフリーの移動ジャンク屋でメダロットの修理で生計を立てている。不正には厳しいが優しい性格でロボトルで交友を深めるメダロッターとメダロットの良き味方であり、デスメダロットとの戦いを繰り広げているイッキたちのパーツ面およびロボトルの心得での良きサポート役となる。1番始めにユウヅルの正体に気づき、過去に面識があったことが判明する。高校生ではマドンナと称されるほどであったが、現在の生活を同級生から心配されたことも。

### アニメ版オリジナルキャラクター

#### メダロット（キャラ）
オトコヤマ
声 - 岩崎征実
イッキ・アリカ・スクリューズのクラス（3年1組）の担任で、体育会系の熱血教師。筋肉モリモリの巨漢で、授業中もダンベルを離さない。自称23歳だが、その場に居合わせた生徒会長から、「死ぬほどサバ読んでません?」と言われた。当初は体罰さえもいとわぬ問題教師であるかのように思われたが、実は子どもたちを心から愛し教育に情熱を捧げる立派な教育者で、「生徒との時間を大切にする」、「生徒の過ちは自身の過ちと反省する」、「教師は常に生徒の模範であるべき」、「生徒の個性を尊重する」を心掛けている教育者の鑑。顔に似合わず可愛いキャラクターグッズを集めるのが趣味。いつも赤いランニングシャツ1枚という格好だが、世界大会決勝戦で校長や全校児童とともにイッキたち日本代表チームの応援に駆けつけたときは和服姿だった。
使用メダロットはモグラ型のディグモール。
漫画版にも2コマだけだが登場している。
カラスミ
声 - 仲尾あづさ
メダロット社に勤める女性技術者。メダロット社に潜入したサケカース（ナラヅケ）に好意を抱き、以降悪事から足を洗わせようと猛烈なアタックをかける。本来メダロッターではないが、世界大会決勝戦ではメダロット博士を脅迫して宇宙メダロッターX役を務め、知的な作戦でチームのピンチを救った。愛機はベルゼルガ（メダロット博士のところから勝手に持ち出した）。大会終了後、ロボロボ団を辞めないサケカースに対し、ロボロボ団参謀オキヅケと名乗り、サケカースと共にネオロボロボ団を結成することを決めた。当初はアワモリという名前だったが、ゲームで同名の男性キャラクターが存在することから見送られた。
キクヒメママ
声 - 長浜満里子
キクヒメの母親。劇中では姿は見せず、声のみの登場。
ナダコ
声 - 荒木香恵
大阪のたこ焼き屋「丸ナダ」の娘。丸メガネ、そばかす、三つ編みのハキハキとした大阪っ子。全国ランキングは不明だが、屋台と愛機カネハチまーく2とともに、全国を渡り歩き、味もロボトルも負け知らずの凄腕メダロッター。夢は、父の傲慢で傾いた店「丸ナダ」を建て直し、世界にその名を知らしめること。そのためには、世界大会に出て優勝し、店の宣伝をするのが最大の近道と考え、ランキング3位のイッキに勝負を挑んだ。が、イッキのたこ焼きに対する情熱に心を動かされ、イッキに一目ぼれ。「ウチが勝ったら、ウチと結婚して店を継いでもらう!」とイッキに強引に迫った。後に「通りすがりのたこ焼きファン」に一目ぼれして、イッキのことなど忘れた模様。28話と49話（一瞬）と最終回に登場。
ベルモット
声 - 木村良平
世界大会に出場したアイスランド代表。マリンキラーを使用。自由奔放で人懐っこい性格をしている。一国の代表選手とは思えないような破天荒な言動をとるが、裏では猛特訓をしているようで、チームメイトも絶対の信頼を置いている。アリカと仲良くなったが、アリカをかばって体調を崩し、容赦のないヴィクトルに敗れてしまう。
キャプテン・ジン
声 - 小村哲生
世界大会カリブ代表。海賊の格好をしており、同様に海賊を模した演出をしていた。娘のカルア（声：鮭延未可）をイッキたちの元に潜り込ませスパイ活動をさせていた。好物はチョコレートで大量に抱えていることも多い。使用メダロットはカイゾクロで、娘と部下の使用するカイゾクロベー2体と組み、対戦。娘の収集した情報をもとに優勢に立ち、「バミューダ・トライアングル」という攻撃を繰り出したがメタビーのメダフォースの前に敗北。
アレスール・ルパン、コレスール・ルパン、ナニスール・ルパン
声 - 本間しげる、鶴岡聡、竹本英史
世界大会フランス代表。通称ルパン3兄弟。相手のメダルを強奪してからロボトルを挑むと言われており、ヨーロッパではかなり悪名高い連中と噂されている。スタジアムには気球に乗って登場した。しかし兄弟なのにお姐口調の紳士・スキンヘッドの巨漢・口の悪いとんがり頭と容姿はあまり似ていない。使用メダロットはそれぞれル・ビラン（怪盗ルパン型）・カマゴエモン（石川五右衛門型）・ワイルドハリー（リボルバー式拳銃型）。ルパンの名の通り変装を得意としており、原理不明だが体格まで変化させている。噂通りに対戦相手のメダルを盗み不戦勝で勝ち進むという戦法をとっていたが、逆にナニスールに変装した怪盗レトルトの手によりイッキたちのメダルは取り戻される。その際、ナニスールがボロを出し、イッキの逆鱗に触れて敗北。審判団にも発言を聞かれてしまったため、事実上の自白と見做されてしまい、フランス代表は不戦敗。更には世界メダロット協会から永久追放処分を下された。最後はアレスールがイッキに成りすまして、ロボトル世界大会に出場しようとしたが、メタビーに一発で見破られてしまった。
テキーラ3兄弟
声 - 西村仁、前田剛
メキシコ代表。ルパン3兄弟が全く似ていないのに対し、彼らは3人共同じ顔で、ソンブレロを被りマントを羽織っている。また、よくバンジョーをかき鳴らしている。「アミーゴ!」としか喋らない。スピードの遅いキースタートルを徹底的に狙うといった相手の弱点を突く戦法を駆使したが、キースタートルの捨て身の戦法により、敗北。使用メダロットは3体のサボテンナ。
ゲーム版『2』にも同名のキャラクターが存在するが、関連は不明（同じ愛機を持ち、ごつい顔に太い眉毛と鬚など、若干だが顔は似ている）。
アマレット、シェリー、マルガリータ
声 - 中尾友紀、鈴木裕美子、田上香織
スウェーデン代表。通称「チャーミング娘」と呼ばれるアイドル3人組。使用メダロットはバニーハート・セーラーメイツ・ファンシーロール。
イワノイの解説では「アイドルの王道を貫いており、妹タイプ（マルガリータ）、同級生タイプ（シェリー）、お姉さんタイプ（アマレット）と揃っており、男なら必ず誰かのファンになる」「バニーガール、女子高生、そしてとどめの魔法少女。これらは男の煩悩を刺激するコスチュームであり、直接着てはいなくてもかえって妄想力をかきたてる」とのことで、イッキ、コウジ、カガミヤマは彼女たちの虜になり、試合で本調子を出せなかった。しかし、アリカとレトルトによって化けの皮を剥がされ、ロボロボ団の刺客でかつ男だったことが判明。メタビーの怒りの攻撃に敗北。
マルガリータはゲーム版『2』にも同名のキャラクターが存在するが設定も容姿風貌も異なる。
スタッフによるとロボロボ団が成り代わっていただけで本物は存在するとの事。
ブラジル代表チーム
2回戦でヴィクトルと戦うも僅か37秒で全機機能停止し、負けてしまった。全員女性である。コスチュームは統一している。プリティプラインを使用していた。
ポリネシア代表チーム
メキシコ代表テキーラ3兄弟と戦うも敗れる。構成はアロハシャツを着用した男性2人と女性1人。カコーモアイを使用していた。
シベリア代表チーム
1度はケニア代表を押すまでのパワーを発揮する。マンムートタスクを使用し、「ブリザード・フォーメーション」「冬将軍ボンバー」でウォーバニットに襲いかかったが、フォーメーションを両手で受け止められ、マンムートタスクはジャンプの踏み台にされたのち機銃掃射を喰らい散る。中年男3人衆。
チェコ代表チーム
準々決勝第2試合でアメリカと戦うも敗れる。モクセイダイオウとアールロビー2体を使用。不良のような粗暴な口調と雰囲気が印象的。敗北後にメダルを返すようジョーに頼みこみ、返却を受け入れられたが、再びロボロボ団に盗まれるなど何かと不幸が重なっている。リーダーの名はチャペック（声：斉藤信行）。
カナダ代表チーム
準々決勝第3試合でケニアと戦うも敗れる。
イギリス代表チーム
準々決勝第4試合でアイルランド代表と戦った。英国紳士と言わんばかりの雰囲気を漂わす男性2人と婦人1人。
ヴィクトル（第10話のみ「ビィクトル」）
声 - 平野貴裕（第10話）→喜山雅之（第40話以降）、石橋美佳（幼少期）
世界大会編の最重要キャラクターの一人。ケニア代表の優勝候補。8年前の「魔の10日間」において暴走したメダロットに襲われ、家族と生き別れになり、国も内戦に陥り全てを失ったという経験を持つ。それが元でメダロットに情を感じられず、メダロットを闘うための道具として扱い、チームメイトのメダロットにすら容赦ない。世界的にも気難しいチャンピオンとして知られる。
生きるために過酷な戦いを経てロボロボ団に身を置き、大会を勝ち進むが、決勝戦で大会主催者のロボロボ団が本性を現し、魔の10日間の真実を知って激昂。しかしウォーバニットのメタビーと戦いたい気持ちとヴィクトルを想う気持ちに触れ、和解。最終回で再びイッキと対決した。エンディングのアリカ新聞を見る限り、イッキは惨敗した模様。
ウォーバニット
声 - 竹本英史
ヴィクトルが使用するメダロット。ヴィクトルの緻密な命令を狂い無く遂行できる優秀なメダロットだが、彼とは絶対的な主従関係で一切会話も無く、それゆえ本人の口数も少ない。しかし心の奥ではヴィクトルへのパートナーとしての深い信頼と、過去の経験がもとでメダロットに強い憎しみを抱いてしまったことへの哀れみを感じている。今までヴィクトルに忠実だったが、決勝戦でメタビーとの真剣勝負を望み、初めてヴィクトルの命令に背いた。8年前の回想でもヴィクトルは緑色がかったパーツをつけたウォーバニットを連れていたが、中のメダルが同一のものかは不明。
青年
声 - 立石弘一
「通りすがりのメダロットファン」あるいは「通りすがりのタコ焼きファン」を名乗る謎の美青年。13話でキクヒメに、28話でナダコにそれぞれ一目惚れされる。最終回にも登場。正体は宇宙人であり、節原源五郎と行動を共にしていた。
マイケル
ヘベレケの飼っているネコ。頭部を機械のマスクで覆い、人間の言葉を話すことができる。その正体はメダロ人の生き残り（レアメダル）であり、ヘベレケに指示を与えていた。自分以外のメダロットたちが人間との共存を望んだため、野望を諦めただのネコに戻った。
ヘベレケとの関係は極めて良好で、野望を諦めた際には穏やかな口調で、これまでの事に関する感謝の言葉を述べていた。

#### メダロット魂（キャラ）
ハニー
声 - 新谷真弓
ナエの愛機。普段はロボトルはせず、ナエの手伝いをしている。ボディはゲーム版には登場しない、完全アニメオリジナルのメダロットである。
大空ユウヅル（おおぞら ユウヅル）
声 - 若林直美
イッキの友人。少し気が弱く、他人に流されやすい少年。
ドンドグーを愛機にしているが、とてもロボトルが弱い。しかし、それは仮の姿で、裏の姿はデスメダロッターを相手に戦う「謎のメダロッター」と呼ばれるドークス使い。性格も冷静でロボトルの腕前もイッキとタメを張れるほどの実力者だが、非情なまでにメダロットを酷使する面もある。それは優しかった父親がデスメダロットによって変わってしまったことが原因。ナエとは、幼少の頃からの知り合い。最終的には、父親と和解し、イッキやギンカイと共にコクリュウを止めるために戦った。
普段の口癖は「いやはや…」。一人称は普段は「僕」だが、謎のメダロッターの際は「俺」になる。
ドークス
声 - 深貝大輔
謎のメダロッターの操るKWG型メダロット。パーツ自体はロクショウの後継機だが、このドークスは謎のメダロッターが操るドークスであり、前作のロクショウとは別個体である。マスターのユウヅルとは最初は主従関係でしかなかったが、イッキとメタビーの関係を見るうちに次第にユウヅルと打ち解けて行く。メダルはユウヅルの父親が作ったファーストメダルであり、後に能力に覚醒してメダフォースを習得した。だが、メダフォースの秘密を解析しようとしたコクリュウに捕獲されたこともある。1回だけティレルビートルのパーツを使いギンカイのアークビートルダッシュと共闘したことがある。
ドンドグー→ティレルビートル
ユウヅルの普段からのパートナー。キクヒメが弾き飛ばした消しゴムの欠片一発で倒されるほどに弱かったが、ティレルビートルになってからは、ドークスと共に戦うようになる。
ギンカイ
声 - 竹本英史
ドブロク町に住む少年。イッキと同様に小学生だが、ブラックコーヒーを愛飲したり、地下鉄のホームでふて寝をしていたり、悪人面かつイッキたちよりも大柄なこともあり、あまり小学生扱いされることは少ない。ワカバからは「おっさん坊や」と呼ばれたこともある（しかしコーヒー味のゼリーや飴が好きだったりと、趣味が渋い）。初登場時はデスメダロッターでイッキたちの敵であったが、後に正式なロボトルの楽しさを思い出してコクリュウと手を切り、ロボトル大会で優勝賞品であったアークビートルダッシュを愛機にし、メダロッターに戻る。ロボトルの腕前はイッキやユウヅルと同等で、幼少の頃は強すぎたために誰もロボトルの相手をしてくれず、ベイアニットとの決別が彼をデスメダロッターにしてしまった。謎のメダロッター（ユウヅル）の言葉と、イッキとメタビーの関係が彼をメダロッターとする手助けにもなった。その後はイッキのライバル的存在になる。幼少の頃にユウヅルの父からファーストメダルを貰っている。悪役の時からコミカルな発言や行動が多い。幼稚園児の妹がおり、ふとしたことで泣かされたことがある。後半ではキクヒメのロボトルの特訓に付き合ったりした他、最終回のEDではモモカワが弟子入りをしたとのこと。デスメダロッター時代の主な使用機体はガンデスペラード、ロビンアーチ、ユニトリス。
ベイアニット→アークビートルダッシュ
声 - 又村奈緒美
デスメダロットから足を洗ったギンカイのパートナー。メタビーのように非常に我の強い性格でギンカイとは大ゲンカをやらかした挙句にメダルを抜き取られていた。ギンカイのかつての愛機「ベイアニット」が、ロボトル大会で入手したメダロット社製の新型パーツを装備して生まれ変わった（正確にはメダルを交換したもので、ベイアニットのボディ自体はデスメダロッター時代のギンカイが彼の従弟に譲ってしまっている）。このため、生まれ変わった際には自分のボディ（ベイアニット）ではないことに驚いていた。謎のメダロッター操る弟機「ティレルビートル」と合体して「マスタービートル」となることが可能。キクヒメのペッパーキャットに気があるようで、「ペッパちゃん」と呼んで特訓に付き合うなどしていた。ペッパーキャットがブラックビートルに倒された（機能停止した）時、その怒りから覚醒してメダフォースを使用。その後、メダルはユウヅルと同様、ギンカイが幼少時にユウヅルの父親から貰ったファーストメダルであることが判明する。終盤では、能力により覚醒しメダフォースを会得した。基本的にギンカイからはアークダッシュと呼ばれる。
ギンカイの妹
声 - 松本美和
ギンカイの妹で、幼稚園児。幼い割にはしっかり者。
十四代（としよ）
声 - 森訓久
イッキたちのクラスの担任教師。使い古して小さくなった鉛筆を張り合わせて使用している。口癖は「〜みたいな」。
満寿泉ショウタ（ますいずみ ショウタ）
声 - 実近順次
ギンジョウ小学校の放送部部長で、自身の部をとても大事にしている。アリカの新聞部と自身の部のどちらかが併合・吸収されるのかで議論となり、アリカと険悪な関係となる。放送部が吸収される危機感に付け込んだコクリュウの甘言に乗り、放送される側の気持ちや被害を顧みない悪質な内容の放送を行うようになる。アリカとのロボトルでは初戦にて不意打ちを使って勝利するも、再戦で本気を出したブラスに敗れる。その後は改心し、両部の問題が解決するとアリカと和解した。使用デスメダロットはフレームキャスト。
タテヤマ
声 - 中川玲
なかなかロボトルに勝てないでおり、愛機のコーマドッグに責任を押し付けていた少年。ワカバに唆され、その子分となって強力なデスメダロット・ユニトリスを借りて使用した。その後、イッキとの対決でハンデを物ともしない彼に敗れ、改心した。使用メダロットはコーマドッグとユニトリス。
コーマドッグ
声 - 下崎紘史
タテヤマのパートナー。なかなかロボトルに勝てないことでタテヤマに邪険にされていたが、タテヤマの改心後は彼と和解した。
フクツル
声 - 布目貞雄
メダロットミュージアムの館長で、額のホクロが特徴。ナエのお見合い相手で、温厚そうな人柄をしている。デスメダロットを所有していたが、実際は敵（デスメダロット）を知るための目的と、メダロットの開発の比較研究のために使用していただけ。トリケラボッツを使用したロボトルではデスメダロットを使っているとは思えないほど弱かったが、キングフラグ使用時にはかなりの切れを見せた。使用メダロットはトリケラボッツとキングフラグ。
大空マイヅル（おおぞら マイヅル）
声 - KONTA
ユウヅルの父親。かつてはメダロット研究所で働く優しい人物だったが、デスメダロットとの出会いによって豹変してしまい、研究所を去った。
ユウヅルの母
声 - 井関佳子
ユウヅルの母親でマイヅルの妻。狂気に取り憑かれた夫やそれをきっかけに変貌した息子をも受け入れる、包容力に満ちた女性。

##### デスメダロット社とその関係者
カミザケ コクリュウ
声 - かかずゆみ
最強のデスメダロットの入手を目指す少年。何かと裏で糸を引く黒幕で、卑怯なことも平気でこなす。大企業の社長である父親のシンスイ（声：郷田ほづみ）とは疎遠で、生まれてから一度も会ったことがない。「邪悪」ともいえる行動を起こす理由は唯一の肉親であった母親の死が原因で、絶望のあまりに精神が破綻し暴走を始め、執事の静止すら聞かない我儘な性格になってしまう。最終話において、自身のメダロット・ブラックビートルのネオデスメダルを大悪魔型メダロット・グレインに搭載しイッキたちと対峙するが、最後はイッキの説得を含んだ説教を聴かされて改心する。スタッフロール時のエピローグでイッキとロボトルをするのだが、その時ブラックビートルの眼帯が取り除かれていたことが、彼の心境の変化を暗示している。主な使用デスメダロットはブラックビートル・エクサイズ・キリーキンザム・フロントライン・ブロッソメイルなど、ブラックビートルを除けばギンカイと対になるかのように格闘系の機体を多用する。
ウラガスミ
声 - 石井康嗣
コクリュウの執事。自身の静止をも聞かずに暴走するコクリュウの身を案じている。
大空ユウヅル
ギンカイ
満寿泉
タテヤマ
フクツル
メダロット魂（キャラ）を参照。
テドリガワ三兄弟
声 - 小林由美子
全員がよく似た外見をした三つ子のデスメダロッター。デスメダロットを餌に謎のメダロッターを狙ったり、さらには自分たちの行為を棚に上げてメダル破壊の元凶がデスメダロットであることを喧伝したりとかなりの策略家。ロボトルでは三つ子で愛機が同じ種類であることを利用し、一対一で戦うと見せかけて実質三対一で戦うという姑息な戦術を取る。使用デスメダロットは全員ハヌマンキー。
モモカワ
声 - 平野貴裕
デスメダロッターの一人。初登場時は複数のガイロットを使って通りすがりのメダロットを通り魔的に襲わせていた。デスメダロット社壊滅後はギンカイに弟子入りした。使用デスメダロットは10体のガイロット。
ワカバ
声 - 赤土眞弓
イッキと同じ学校に通う同級生（クラスは5組）である。デスメダロッターの一人で、癇癪持ちかつ自己中心的な少女。ロボトルの実力が高い反面、デスメダロッターになる以前から機能停止した相手メダロットにさえ執拗な攻撃を加えるなど、そのやり口はかなり過激であった。デスメダロッターになって以降もろくな行動をしておらず、ハナビシやキントラを子分にしようとしたり、ロボトルに負けたタテヤマに言い寄ってデスメダロッターに転向させようとしたりしている。
上記のようにロボトルのマナーや素行は悪いが、メダロットレースでは周りの目を気にしてかしっかりルールを守っていた。また、その際にアリカに窮地を救われており、僅かながら彼女との友情に目覚めている。使用デスメダロットはアンビギュアス2。
ハナビシ、キントラ
声 - 金子幸伸、古谷あゆみ
イッキと同じ学校に通う同級生（クラスは7組）である二人組で、悪知恵が働くハナビシと力に物を言わせるタイプのキントラで構成される。かつては、ニンニンジャとバンカランを使用していたが、ロボトルの腕前は大したことはなく、「ヘボヘボ」と評される程ロボトルに負け続けていた。メダロッターの風上にも置けない性根の持ち主で、自分たちの実力の無さをメダロットのせいにして強いデスメダロットを買えば勝てると思ってデスメダロッターに転向。ユニトリスとエクサイズを手に入れる。
デスメダロットを手に入れた当初こそ勝ち続けていたが、最初のメタビーとの戦いでは他のデスメダロッターたちを集めた集団リンチを行い、その後もイワノイに追い詰められたり、キクヒメの特訓相手になった際に惨敗したりと、結局実力は進歩しておらず、いい所はない。
最終回エピローグでは改心し、以前のメダロットも久々に動かすことに決めた。
バンショウ
声 - 駒田はじめ
コクリュウに雇われたフリーメダロッター。ゲーマーとして天才的な才能の持ち主だが、凶暴で好戦的な性格をしており、異常なまでに負けず嫌い。自分より弱い相手を襲撃し、弱い者虐めのように甚振るようなことを平気でする悪辣な面を持ち、ユウヅルのティレルビートルを誘き寄せるためだけにナエの工場でブロッソメイルを暴れさせたこともある。
登場したばかりの当初こそは、その性格とブロッソメイルの戦闘スタンスと相性が良かった事から、高い実力を発揮していたが、ロボトルの経験の浅さが弱点となってしまうことがあり、徐々にデスメダロットとの戦闘経験を積んでいったイッキたちには、やがて敗戦を重ねるようになった。またイッキたちとの戦いを通じて、正々堂々とした勝負を見せるようになりロボトルの楽しさに目覚めていく。使用デスメダロットはブロッソメイル。
ヘンリーマッケンナ
声 - 西松和彦
デスメダロット社と提携している海外資本の主人。デスメダロットのパーツやデスメダルを多数販売している大型店舗を展開する。終盤ではグレインに関して「商品ラインに回すと圧倒的な強さからロボトルが成立せず、商売にならない」とコクリュウに警告を発していたが、無視された。
ブラックビートル
声 - 大輝ゆう
メタビーと対を成す、黒いKBT型デスメダロット。テストの段階で左目を負傷し、眼帯のようなものを着けている。デスメダロットで使われるデスメダルを試験的に発展させたものとして、メタビーのような強さの向上を目指し、デスメダロットで基本的に不要とされている感情面を感情回路によって付加されたネオデスメダルとなっている。登場当初よりメタビーへの対抗心が強い様子を見せている。
戦いや実験の中で、勝たなければコクリュウに見捨てられるという感情を背負いながら、廃棄されかけたり、ブラックビートルの心情を知ったドークスに心配されながらも、コクリュウのことを想い彼に従う道を選ぶ。ネオデスメダルは、最終回でグレインに搭載され感情を封印されてしまうものの、崩壊する研究所の中で破損していながらも主人を庇ったり、自身のマスターはコクリュウだけと言い切るなど健気な性格を見せた。
メタビーと似た外見から、男型と勘違いされやすいが、実は女型である（ゲームの仕様と同じ）。
グレイン
大悪魔をモチーフとした最強のデスメダロットで本編では試験段階で登場した。頭部が突出して大きい異様な外観を持つ。破壊に特化したデストロイ攻撃を主軸とし、最大出力で放つとティンペットごと木っ端みじんにする威力となる。その強さはデスメダルで強化されたエクサイズ・ユニトリスが集団でかかっても敵わないほどであり、本機が登場するまでは最強クラスの性能を誇るブロッソメイルですら全く歯が立たないほどの破壊力を持つ。最終回で完成された物には、それまでの戦いで使われたメダフォースに対する無力化するシステムを搭載している。ほか、被弾時の威力は低いが時間経過で勝手にダメージを受けていく凶悪な技「タイムアタック」も使用する。
ブロッソメイル
声 - 鶴岡聡
メタビーやドークス、エクサイズやユニトリスを圧倒するパワーを誇るデスメダロットで、「赤い悪魔」と劇中で呼称される。開発中の事故により暴走。町やデスメダロット社の研究施設へ破壊行為を繰り返した。後にコクリュウが1度使用した後、バンショウが操る。なお、コクリュウが設計データを見ているシーンからティンペットは男性型であることが分かるが、ゲーム「メダロット4」では女性型となっている。金色の悪魔の顔のような盾を装備することが可能で、本作オリジナルのクラフティモードでは盾を仮面のように装着する。

## スタッフ
- 原案 - メダロット社
- シリーズ構成 - 山口亮太（第1期）→中川陽介（第2期）
- 監督補 - 浜名孝行（第1期）
- キャラクターデザイン - 松竹徳幸
- メカデザイン - 鈴木博文
- 美術監督 - 小山俊久
- 色彩設計 - こばやしみよこ
- 撮影監督 - 森下成一、武原健二（第1期）→黒木康之、遠藤泰久（第2期）
- デジタル撮影監督 - 近藤靖尚、南口大助（第2期）
- 編集 - 森田清次→坂本雅紀（第1期）→布施由美子・野尻由紀子（第2期）
- 録音演出 - 三ツ矢雄二（第1期）
- アフレコ演出 - 郷田ほづみ（第2期）
- 音響演出 - 蝦名恭範
- 音楽 - 手塚理
- 効果 - 今野康之（第1期・第1話 - 第19話、第22話・第23話）→川田清貴（第1期・第16話 - 第2期・第39話）[8]
- ナレーション - 清水宏（第1期）→郷田ほづみ（第2期）
- アニメーション制作 - Bee Train（第1期）→トランス・アーツ（第2期）
- ラインプロデューサー - 堀川憲司（第1期）→森田俊昭（第2期）
- アニメーション制作協力 - プロダクションIG（第2期）
- プロデューサー - 具嶋朋子、松下洋子
- 監督 - 岡村天斎（第1期）→荒川真嗣（第2期）
- 製作 - テレビ東京、NAS

## 主題歌
メダロット
オープニングテーマ「知恵と勇気だ! メダロット」
作詞・作曲・編曲 - 名古屋司 / 歌 - 竹内順子
エンディングテーマ「やっぱり君が好き!」
作詞 - 川菜翠 / 作曲 - 川菜翠、名古屋司 / 編曲 - 名古屋司 / 歌 - 仙台エリ
- 第1話のエンディングのクレジット部分のみ、フォントが明朝フォントのようにとがったフォントであった。第2話からはオープニングと同じフォントになった。
- 最終回のみEDのイラストが登場人物のその後を描いたものに差し替わっている。

メダロット魂
オープニングテーマ「SUPER GUYS!」
作詞 - 松葉美保 / 歌・作曲 - 中村裕介 / 編曲 - 飯塚昌明
- 最終回では、エンディングテーマにも使われた。

エンディングテーマ「年下のボク」
作詞 - 木本慶子 / 歌・作曲 - 貝田由里子 / 編曲 - 今泉洋
- アニメシアターXでの放送時にはエンドカードが付いた。

## 各話リスト
| 話数         | サブタイトル               | 脚本       | 絵コンテ          | 演出            | 作画監督          | ゲストメダロット                             | 放送日        |            |
| メダロット   | メダロット                 | メダロット | メダロット        | メダロット      | メダロット        | メダロット                                   | メダロット    | メダロット |
| ------------ | -------------------------- | ---------- | ----------------- | --------------- | ----------------- | -------------------------------------------- | ------------- | ---------- |
| 1            | うごけ! ポンコツメダロット | 山口亮太   | 岡村天斎          | 岡村天斎        | 古川尚哉          | ヘルフェニックス ブラックメイル              | 1999年 7月2日 |            |
| 2            | 逆襲のスクリューズ         | 山口亮太   | 坂田純一          | 坂田純一        | 入江健司          | バンカラン                                   | 7月9日        |            |
| 3            | 男の夢は体力だ             | 十川誠志   | 井硲清高          | 高木茂樹        | 岡辰也            | メガファント ディグモール（味方）            | 7月16日       |            |
| 4            | 伝説のメダロッター         | 吉田玲子   | 岡村天斎          | 有江勇樹        | 守岡英行          | セキゾー                                     | 7月23日       |            |
| 5            | 海よ今日もありがとう       | 時村尚     | 高村和宏 佐伯昭志 | 高木茂樹        | 浜名孝行          | カネハチまーく2 ユイチイタン                 | 7月30日       |            |
| 6            | 宇宙人だロボ!!             | 山口亮太   | 袋小路昌和        | 大塚雅彦        | 朴炯仁 守岡英行   | オケドグー                                   | 8月6日        |            |
| 7            | 暗闇に消えたメダル         | 植田浩二   | 平松禎史          | 有江勇樹        | 宮地聡子          | ミスティゴースト                             | 8月13日       |            |
| 8            | 迷子のメダロット           | 吉田玲子   | 坂田純一          | 坂田純一        | 古川尚哉          | ピュアマーメイド（味方） タラバクラバ        | 8月20日       |            |
| 9            | 吠えろ! シアンドッグ       | 植田浩二   | 吉原正行          | 吉原正行        | 入江健司          | チャーリーベア                               | 8月27日       |            |
| 10           | 嵐のロボトルトーナメント   | 山口亮太   | 井硲清高          | 高木茂樹        | 岡辰也            |                                              | 9月3日        |            |
| 11           | メタビー、グレる           | 山口亮太   | 井硲清高          | 神戸守          | 関口雅浩          | ア・ゲダマー                                 | 9月10日       |            |
| 12           | その名はロクショウ         | 十川誠志   | 吉原正行          | 有江勇樹        | 浜名孝行          | ア・ブラーゲ                                 | 9月17日       |            |
| 13           | キクヒメの恋               | 吉田玲子   | 摩砂雪            | 西村智史        | 宮地聡子          | ロールスター                                 | 9月24日       |            |
| 14           | 忍びが通る                 | 時村尚     | 今石洋之          | 今石洋之        | 今石洋之          | ゲットレディ ニンニンジャ                    | 10月1日       |            |
| 15           | キン・タロー注意報         | 時村尚     | 佐藤雄三          | 樫山聡之        | 湖川友謙          | キン・タロー                                 | 10月8日       |            |
| 16           | 花ことばはロボトル         | 吉田玲子   | 坂田純一          | 坂田純一        | 岡辰也            | チャージドシーズ                             | 10月15日      |            |
| 17           | レトルト危機一髪!          | 植田浩二   | 楠根彰            | 杉谷光一        | 入江健司          | セブンカラーズ                               | 10月22日      |            |
| 18           | ロボトル禁止令!            | 植田浩二   | 古川尚哉          | 西村智史        | 古川尚哉          | ランドモーター（2体）                        | 10月29日      |            |
| 19           | ピンゲン南へ…              | 十川誠志   | 神山健治          | 吉原正行        | 窪敏              | ピンゲン（味方） クリアダイビング            | 11月5日       |            |
| 20           | レアメダルを奪え!          | 山口亮太   | 佐藤雄三          | 樫山聡之        | 浜名孝行          | シュートスパイダ                             | 11月12日      |            |
| 21           | 潜入! メダロット社         | 山口亮太   | 岡村天斎          | 西村智史        | 宮地聡子          | ベルゼルガ                                   | 11月19日      |            |
| 22           | 翔べ! メタビー             | 植田浩二   | 安藤真裕          | 多田俊介 川口仁 | 入江健司          | レディジェット（味方） ドラゴンビートル      | 11月26日      |            |
| 23           | 風と火の記憶               | 十川誠志   | 吉原正行          | 吉原正行        | 岡辰也            | パステルフェアリ（味方） フレイムティサラ    | 12月3日       |            |
| 24           | ロボトル舞踏会             | 時村尚     | 坂田純一          | 樫山聡之        | 鷲田敏也          | ヒパクリト                                   | 12月10日      |            |
| 25           | 激突! メタビー対ロクショウ | 山口亮太   | 湖川友謙          | 湖川友謙        | 湖川友謙          | ビーストマスター                             | 12月17日      |            |
| 26           | メダフォース発動           | 山口亮太   | 岡村天斎          | 古川尚哉        | 守岡英行          | ビーストマスター                             | 12月24日      |            |
| 27           | 発表! ロボトルランキング   | 山口亮太   | 佐藤雄三          | 有江勇樹        | 窪敏              | ジ・エンシェント                             | 2000年 1月7日 |            |
| 28           | たこ焼き大作戦!            | 十川誠志   | 楠根彰            | 岡村天斎        | 岡辰也            | カネハチまーく2                              | 1月14日       |            |
| 29           | 雪だるまが来た             | 時村尚     | 安藤真裕          | 有江勇樹        | 浜名孝行          | フラッペ                                     | 1月21日       |            |
| 30           | 捨て犬のブルース           | 山口亮太   | 坂田純一          | 坂田純一        | 入江健司          | シアンドック ヘルフェニックス ブラックメイル | 1月28日       |            |
| 31           | りんたろう参上!            | 山口亮太   | 岡村天斎          | 多田俊介        | 宮地聡子          | 四天王ゴクード ハッカード サーゴード         | 2月4日        |            |
| 32           | 宇宙からの使者?            | 山口亮太   | 樫山聡之          | 樫山聡之        | 岡辰也            | 四天王ゴクード ハッカード サーゴード         | 2月11日       |            |
| 33           | ロボトルに架ける橋         | 植田浩二   | 坂田純一          | 有江勇樹        | 鷲田敏弥          | 四天王ゴーベンケー                           | 2月18日       |            |
| 34           | 奥義! シャドウソード       | 十川誠志   | 神山健治          | 神山健治        | 湖川友謙          |                                              | 2月25日       |            |
| 35           | 囚われたチドリ!            | 時村尚     | 岡村天斎          | 多田俊介        | 入江健司          | 四天王シーガル スプライトゥス                | 3月3日        |            |
| 36           | さらば宇宙メダロッターX    | 山口亮太   | 吉原正行          | 吉原正行        | 宮地聡子          | 四天王シンセイバー ゴッドエンペラー          | 3月10日       |            |
| 37           | 決戦! ミヤマ遺跡           | 植田浩二   | 寺東克己          | 樫山聡之        | 浜名孝行          | ベルゼルガ                                   | 3月17日       |            |
| 38           | メタビーをとり戻せ!        | 山口亮太   | 西村博之          | 有江勇樹        | 岡辰也            | ジャイアントエンペラー                       | 3月24日       |            |
| 39           | 灼熱の最終ロボトル         | 山口亮太   | 岡村天斎          | 多田俊介        | 鷲田敏弥          | ジャイアントエンペラー                       | 3月31日       |            |
| 40           | 開幕! 世界大会             | 十川誠志   | 坂田純一          | 阿部勇          | 関口雅弘          |                                              | 4月7日        |            |
| 41           | 一回戦から大波乱!          | 時村尚     | 神山健治          | 神山健治        | 宮地聡子          | カイゾクロベー カイゾクロ                    | 4月14日       |            |
| 42           | ルパン三兄弟七変化         | 植田浩二   | 湖川友謙          | 樫山聡之        | 湖川友謙          | ワイルドハリー カマゴエマン ル・ビラン       | 4月21日       |            |
| 43           | 踊る! 大おやびん           | 吉田玲子   | 安藤真裕          | 星合貴彦        | 入江健司          | サボテンナ                                   | 4月28日       |            |
| 44           | アイドルにご用心!          | 山口亮太   | 吉永尚之          | 岡村天斎        | 岡辰也            | バニーハート セーラーメイツ ファンシーロール | 5月5日        |            |
| 45           | 強敵! エジプトの女王       | 山口亮太   | 橘正紀            | 橘正紀          | 浜名孝行          | エンプレスパトラ テケテケマミーラ            | 5月12日       |            |
| 46           | 華麗なるジョー             | 山口亮太   | 坂田純一          | 守岡博          | 古賀誠            | ティーピー                                   | 5月19日       |            |
| 47           | 北から来た少年             | 十川誠志   | 吉原正行          | 吉原正行        | 江森真理子        | マリンキラー アビスグレーダー                | 5月26日       |            |
| 48           | 孤独なライオン             | 吉田玲子   | 神山健治          | 神山健治        | 宮地聡子          |                                              | 6月2日        |            |
| 49           | 世界大会決勝               | 植田浩二   | 安藤真裕          | 安藤真裕        | 入江健司 佐藤雅弘 | ウォーバニット                               | 6月9日        |            |
| 50           | よみがえる悪夢             | 山口亮太   | 坂田純一          | 坂田純一        | 岡辰也            |                                              | 6月16日       |            |
| 51           | 夢の途中                   | 山口亮太   | 岡村天斎          | 岡村天斎        | 鈴木博文          |                                              | 6月23日       |            |
| 52           | 史上最大のロボトル         | 山口亮太   | 吉原正行          | 吉原正行        | 松竹徳幸          | ジャイアントプリミティベビー                 | 6月30日       |            |
| メダロット魂 |                            |            |                   |                 |                   |                                              |               |            |
| 1            | 爆走! 新型メタビー         | 呉行湖     | 荒川真嗣          | 荒川真嗣 界日和 | 寺沢伸介          | ガンデスペラード                             | 2000年 7月7日 |            |
| 2            | 禁じられた戦い!            | 山田隆司   | 山田勝久          | 高島大輔        | 飯田宏義 祝浩司   | タンクダンク                                 | 7月14日       |            |
| 3            | 謎のドークス使い           | 中川陽介   | 吉永尚之          | 界日和          | 及川博史          | ガイロット フロントライン                    | 7月21日       |            |
| 4            | 届けもの大騒動             | 前川淳     | 浜名孝行          | 浜名孝行        | 氏家章雄          | ロビンアーチ                                 | 7月28日       |            |
| 5            | 激突! スクープ合戦         | 横手美智子 | 横田和            | 横田和          | 薄谷栄之          | フレームキャスト                             | 8月4日        |            |
| 6            | 怪談・夜の理科室           | 中川陽介   | 高橋幸雄          | 臣又貝          | 寺沢伸介          | ドンドラキュリオ キリーキンザム              | 8月11日       |            |
| 7            | プールでロボトル!          | 稲荷昭彦   | 井硲清高          | 界日和          | 窪敏              | ネッサージュ                                 | 8月18日       |            |
| 8            | 戦士の絆・前編             | 前川淳     | 布施木一喜        | 布施木一喜      | 飯田宏義          | ユニトリス                                   | 8月25日       |            |
| 9            | 戦士の絆・後編             | 前川淳     | 浜名孝行          | 高島大輔        | 望月謙            | エクサイズ                                   | 9月1日        |            |
| 10           | 暴走! 赤い悪魔             | 山田隆司   | 吉永尚之          | 界日和          | 薄谷栄之          | ブロッソメイル                               | 9月8日        |            |
| 11           | アリカの花園               | 横手美智子 | 田中一            | 逢端貴幸        | 寺沢伸介          | ハヌマンキー                                 | 9月15日       |            |
| 12           | 盗まれたメタビー           | 中川陽介   | 山田勝久          | 鈴木薫          | 前田一雪          | アークビートルダッシュ ティレルビートル      | 9月22日       |            |
| 13           | ハニー救出大作戦           | 前川淳     | 横田和            | 横田和          | 窪敏              |                                              | 9月29日       |            |
| 14           | メダロット墓場             | 稲荷昭彦   | 布施木一喜        | 布施木一喜      | 飯田宏義          | ファンシーロール                             | 10月6日       |            |
| 15           | 立て! ギンカイ             | 山田隆司   | 山田勝久          | 界日和          | 鎌田祐輔          |                                              | 10月13日      |            |
| 16           | コクリュウの逆襲           | 山田隆司   | 吉永尚之          | 逢端貴幸        | 氏家章雄          |                                              | 10月20日      |            |
| 17           | 大空の戦い!                | 稲荷昭彦   | 神山健治          | 布施木一喜      | 茂木琢次          | フライファルコン                             | 10月27日      |            |
| 18           | カンニング大作戦           | 中川陽介   | 浜名孝行          | 浜名孝行        | 薄谷栄之          |                                              | 11月3日       |            |
| 19           | 守れ! 男のプライド         | 前川淳     | 本田賢二          | 高島大輔        | 窪敏              | ノクトキャット アンビギュアスII              | 11月10日      |            |
| 20           | 仕掛けられた罠             | 稲荷昭彦   | 山田勝久          | 田中一          | 前田一雪          |                                              | 11月17日      |            |
| 21           | トリックをあばけ!          | 稲荷昭彦   | 鈴木薫            | 鈴木薫          | 鎌田祐輔          |                                              | 11月24日      |            |
| 22           | ユウヅルの正体             | 前川淳     | 布施木一喜        | 布施木一喜      | 望月謙            |                                              | 12月1日       |            |
| 23           | ナエのお見合い             | 横手美智子 | 横田和            | 横田和          | 茂木琢次          | トリケラボッツ キングフラグ                  | 12月8日       |            |
| 24           | ドークスの奇跡             | 山田隆司   | 田中一            | 田中一          | 薄谷栄之          |                                              | 12月15日      |            |
| 25           | ワカバの誘惑               | 寺戸信寿   | 界日和            | 界日和          | 飯田宏義          | ブラウンバイソン                             | 12月22日      |            |
| 26           | 燃えろ! 熱き魂             | 荒川真嗣   | 荒川真嗣          | 浜名孝行        | 高橋成之 小笠原篤 |                                              | 12月29日      |            |
| 27           | 男イワノイ大勝負           | 中川陽介   | 吉永尚之          | 臣又貝          | 窪敏              |                                              | 2001年 1月5日 |            |
| 28           | 激走! 一直線レース         | 中川陽介   | 浜名孝行          | 浜名孝行        | 前田一雪          |                                              | 1月12日       |            |
| 29           | メタビーの大特訓           | 寺戸信寿   | 鈴木薫            | 鈴木薫          | 薄谷栄之          |                                              | 1月19日       |            |
| 30           | アリカ一発逆転!            | 横手美智子 | 横田和            | 横田和          | 鎌田祐輔          |                                              | 1月26日       |            |
| 31           | 炎のアークダッシュ         | 前川淳     | 界日和            | 界日和          | 窪敏              |                                              | 2月2日        |            |
| 32           | 失われた友情               | 稲荷昭彦   | 布施木一喜        | 布施木一喜      | 茂木琢次          |                                              | 2月9日        |            |
| 33           | ナエさんMY LOVE            | 山田隆司   | 森義博            | 界日和          | 高橋成之 小笠原篤 |                                              | 2月16日       |            |
| 34           | 父への想い                 | 前川淳     | 山田勝久          | 田中一          | 前田一雪          |                                              | 2月23日       |            |
| 35           | メダロットは友達           | 前川淳     | 山田勝久          | 鈴木薫          | 薄谷栄之          | パスグール                                   | 3月2日        |            |
| 36           | たった一人の逃亡者         | 稲荷昭彦   | 田中一            | 田中一          | 鎌田祐輔          |                                              | 3月9日        |            |
| 37           | 禁断のデスメダル           | 前川淳     | 横田和            | 横田和          | 高橋成之 小笠原篤 |                                              | 3月16日       |            |
| 38           | コクリュウの過去           | 前川淳     | 島田工 山田勝久   | 鈴木薫          | 茂木琢次          |                                              | 3月23日       |            |
| 39           | 輝け! 希望の魂             | 前川淳     | 布施木一喜        | 布施木一喜      | 窪敏              |                                              | 3月30日       |            |

## 放送局
| 放送期間                     | 放送時間           | 放送局                             | 対象地域・備考                                              |
| ---------------------------- | ------------------ | ---------------------------------- | ----------------------------------------------------------- |
| 1999年7月2日 - 2000年6月30日 | 金曜 18:00 - 18:30 | テレビ東京（製作局） ほか系列全6局 | 北海道・関東広域圏・愛知県・ 大阪府・岡山県・香川県・福岡県 |

| 放送期間                     | 放送時間           | 放送局                             | 対象地域・備考                                              |
| ---------------------------- | ------------------ | ---------------------------------- | ----------------------------------------------------------- |
| 2000年7月7日 - 2001年3月30日 | 金曜 18:00 - 18:30 | テレビ東京（製作局） ほか系列全6局 | 北海道・関東広域圏・愛知県・ 大阪府・岡山県・香川県・福岡県 |

## 関連商品

### サウンドトラック
メダロット
メダロット ロボトルコレクション Fight1（2000年5月24日発売）
オープニング・エンディングテーマと、作中のBGMがアレンジされて収録されている。「1」とあるが、2以降は発売されていない。

### キャラクターソング
メダロット
1+1=∞（1999年11月3日発売）
イッキ（山崎みちる）とメタビー（竹内順子）のキャラクターソング。
われらスクリューズ（1999年12月3日発売）
スクリューズ（鈴木真仁、山崎樹範、井関佳子）のキャラクターソング。
荒野のメダロット / 夢色ロリポップ（2000年1月7日発売）
ロクショウ（篠原功）とカリン（坂本真綾）のキャラクターソング。
素敵ロボロボ団（2000年2月4日発売）
ロボロボ団幹部（岩崎征実、金子はりい、並木のり子、進藤一宏）のキャラクターソング。

### VHS・DVD
メダロット
VHSとDVDで全話レンタル、セルされている。リリースされたのはVHSが先で、パッケージはすべて書き下ろし。DVDは書き下ろしではない。また、DVDは当時DVDがほとんど普及していなかったため、出荷数が少ない。
2010年1月29日、2月19日にはDVD-BOX1及び2が発売された。BOX1には、キャラクター設定資料集（人間キャラクター中心・全66頁）が付随。BOX2にも同様に設定資料集（メダロットや小物・設定画が中心・全66頁）が付随した。
メダロット魂
本作品のセルDVDは1巻が発売前に中止となり、VHSでしか購入することができなかったが、2010年7月30日、8月27日にDVD-BOXが発売。